# 울산광역시강남교육지원청
울산광역시강남교육지원청(蔚山廣域市江南敎育支援廳, Ulsan Metropolitan Gangnam Support Office of Education)은 울산광역시 남구, 울주군의 교육 사무를 관장하기 위해 울산광역시교육청 산하에 설치된 교육지원청이다.
교육장은 장학관으로 보한다.

## 교육기관

### 남구
초등학교
| - 강남초등학교 - 개운초등학교 - 격동초등학교 - 남산초등학교 - 대현초등학교 - 도산초등학교 - 동백초등학교 - 동평초등학교 | - 백합초등학교 - 삼산초등학교 - 삼신초등학교 - 삼호초등학교 - 선암초등학교 - 수암초등학교 - 신복초등학교 - 신정초등학교 | - 야음초등학교 - 여천초등학교 - 옥동초등학교 - 옥산초등학교 - 옥서초등학교 - 옥현초등학교 - 용연초등학교 | - 울산남부초등학교 - 울산중앙초등학교 - 월계초등학교 - 월봉초등학교 - 월평초등학교 - 장생포초등학교 - 청솔초등학교 |

중학교
| - 대현중학교 - 동평중학교 - 무거중학교 - 문수중학교 | - 삼호중학교 - 신일중학교 - 신정중학교 - 야음중학교 | - 옥동중학교 - 옥현중학교 - 울산강남중학교 - 울산서여자중학교 | - 울산중앙중학교 - 월평중학교 - 태화중학교 - 학성중학교 |

### 울주군
초등학교
| - 구영초등학교 - 굴화초등학교 - 궁근정초등학교 - 소호분교 - 길천초등학교 - 덕신초등학교 - 두동초등학교 - 두서초등학교 | - 명산초등학교 - 무거초등학교 - 문수초등학교 - 반곡초등학교 - 반천초등학교 - 방기초등학교 - 범서초등학교 - 봉월초등학교 - 삼동초등학교 | - 삼정초등학교 - 삼평초등학교 - 서생초등학교 - 성동초등학교 - 언양초등학교 - 영화초등학교 - 온남초등학교 - 온산초등학교 - 온양초등학교 | - 울주명지초등학교 - 웅촌초등학교 - 검단분교 - 중남초등학교 - 척과초등학교 - 천상초등학교 - 청량초등학교 - 호연초등학교 |

중학교
| - 구영중학교 - 남창중학교 - 두광중학교 - 범서중학교 | - 삼남중학교 - 상북중학교 - 서생중학교 | - 신언중학교 - 언양중학교 - 온산중학교 | - 웅촌중학교 - 천상중학교 - 청량중학교 |

## 같이 보기
- 대한민국 교육부
- 울산광역시강북교육지원청